# Campeonato Mundial de Ciclismo de Montaña de 2018
El XXIX Campeonato Mundial de Ciclismo de Montaña se celebró en la localidad de Lenzerheide (Suiza) entre el 5 y el 9 de septiembre de 2018, bajo la organización de la Unión Ciclista Internacional (UCI) y la Unión Ciclista de Suiza.
Las competiciones de campo a través para cuatro (4X) fueron realizadas por separado, en la localidad italiana de Val di Sole entre el 5 y 6 de julio.
Se compitió en 3 disciplinas, las que otorgaron un total de 7 títulos de campeón mundial:
- Descenso (DH) – masculino y femenino
- Campo a través (XC) – masculino, femenino y mixto por relevos
- Campo a través para cuatro (XC4) – masculino y femenino

## Resultados

### Masculino
| Evento                        | Oro                             | Plata                                   | Bronce                                        |
| ----------------------------- | ------------------------------- | --------------------------------------- | --------------------------------------------- |
| Descenso (09.09)              | Loïc Bruni Francia 2:55,114     | Martin Maes · Bélgica · 2:55,327        | Danny Hart Reino Unido 2:55,419               |
| Campo a través (08.09)        | Nino Schurter · Suiza · 1:29:21 | Gerhard Kerschbaumer · Italia · 1:29:32 | Mathieu van der Poel · Países Bajos · 1:30:35 |
| Campo a través para 4 (06.07) | Quentin Derbier Francia         | Tomáš Slavík · República Checa          | Mikuláš Nevrkla · República Checa             |

1. ↑  Prueba realizada en Val di Sole.

### Femenino
| Evento                        | Oro                                  | Plata                                | Bronce                         |
| ----------------------------- | ------------------------------------ | ------------------------------------ | ------------------------------ |
| Descenso (09.09)              | Rachel Atherton Reino Unido 3:15,738 | Tahnee Seagrave Reino Unido 3:25,721 | Myriam Nicole Francia 3:26,414 |
| Campo a través (08.09)        | Kate Courtney Estados Unidos 1:34:55 | Annika Langvad Dinamarca 1:35:42     | Emily Batty · Canadá · 1:36:53 |
| Campo a través para 4 (06.07) | Romana Labounková · República Checa  | Natasha Bradley Reino Unido          | Raphaela Richter · Alemania    |

1. ↑  Prueba realizada en Val di Sole.

### Mixto
| Evento                             | Oro                                                                                             | Plata                                                                                                | Bronce |
| ---------------------------------- | ----------------------------------------------------------------------------------------------- | --- | --- |
| Campo a través por relevos (05.09) | Filippo Colombo · Alexandre Balmer · Sina Frei · Jolanda Neff · Nino Schurter · Suiza · 1:00:00 | Leon Kaiser · Elisabeth Brandau · Maximilian Brandl · Ronja Eibl · Manuel Fumic · Alemania · 1:00:13 | Sebastian Fini Carstensen Alexander Andersen Annika Langvad Malene Degn Simon Andreassen Dinamarca 1:00:34 |

## Medallero
| Núm. | País            | Oro | Plata | Bronce | Total |
| ---- | --------------- | --- | ----- | ------ | ----- |
| 1    | Francia         | 2   | 0     | 1      | 3     |
| 2    | Suiza           | 2   | 0     | 0      | 2     |
| 3    | Reino Unido     | 1   | 2     | 1      | 4     |
| 4    | República Checa | 1   | 1     | 1      | 3     |
| 5    | Estados Unidos  | 1   | 0     | 0      | 1     |
| 6    | Alemania        | 0   | 1     | 1      | 2     |
| 6    | Dinamarca       | 0   | 1     | 1      | 2     |
| 8    | Bélgica         | 0   | 1     | 0      | 1     |
| 8    | Italia          | 0   | 1     | 0      | 1     |
| 10   | Canadá          | 0   | 0     | 1      | 1     |
| 10   | Países Bajos    | 0   | 0     | 1      | 1     |
|      | TOTAL           | 7   | 7     | 7      | 21    |